# باشگاه فوتبال تیرول
وی‌اس‌گ تیرول یک باشگاه فوتبال است که در واتنس ، شهری در ایالت تیرول در غرب کشور اتریش واقع شده‌است در حال حاضر در بوندسلیگای اتریش، بالاترین سطح فوتبال اتریش بازی می کنند.

## تاریخچه
این باشگاه در سال ۱۹۳۰ تشکیل شد و با نام های SC Wattens (۱۹۳۰-۱۹۵۳)، SV Wattens (۱۹۵۳-۱۹۷۱) و WSG Wattens (۱۹۸۴-۲۰۱۹) شناخته می شود.
موفق ترین دوره آن در سال ۱۹۷۱–۱۹۶۹ بود که در بوندس‌لیگا اتریش شرکت کرد. بین سال‌های ۱۹۷۱ تا ۱۹۸۴ با FC Wacker Innsbruck ادغام شد و SSW Innsbruck را تشکیل دادند.(تیم ادغام شده پنج بار قهرمان بوندس‌لیگا شد و به یک چهارم نهایی جام اروپا ۱۹۷۸-۱۹۷۷ رسید).
از سال ۱۹۸۴، WSG Wattens در لیگ منطقه ای غرب اتریش و لیگ دسته دوم بازی کرد.
در سال ۲۰۱۹ آنها به بوندسلیگا صعود کردند.
پس از صعود، باشگاه اعلام کرد که نام آنها به WSG Swarowski Tirol تغییر خواهد کرد.با این حال، در سال ۲۰۲۱، سواروسکی به حمایت مالی خود پایان داد و نام آن از نام و فعالیت‌های تجاری باشگاه حذف شد.

## افتخارات
- لیگ دسته دوم اتریش (سطح دوم فوتبال اتریش)
  - قهرمان (۱): ۲۰۱۹-۲۰۱۸
- لیگ منطقه‌ای اتریش (غرب)
  - قهرمان (۱): ۱۹۶۸